# Iphiaulax tebaensis
Iphiaulax tebaensis är en stekelart som beskrevs av Embrik Strand 1911. Iphiaulax tebaensis ingår i släktet Iphiaulax och familjen bracksteklar. Inga underarter finns listade i Catalogue of Life.